# Ekbert de Schönau
Ekbert de Schönau   (1120 - 28 de març de 1184 (Gregorià)) Abat de Schönau,  va ser un monjo i abat benedictí de l'abadia de Schönau (Renània), escriptor i germà de la mística i escriptora Isabel de Schönau.

## Biografia
Nascut a la primera part del segle xii en una família distingida de vall del Roine; mort 28 de març, de 1184, a l'Abadia de Schönau. Va ser canonge primer a la col·legiata de Sant Cassius i Florentius a Bonn. El 1155 es convertia en benedictí a Schönau a la diòcesi de Trèveris, i el 1166, després de la mort del primer abat, Hildelin, era elegit l'abat del monestir. Un home de gran zel, predicava i escrivia molt per a la salvació d'ànimes i la conversió d'heretges. Els càtars, llavors nombrosos a la vall del Roine, li donaven molt sovint mals de cap. Mentre era a Bonn sovint discutia amb heretges, i després de la seva professió monàstica, convidava l'arquebisbe Rainald de Colònia per discutir públicament amb els líders de la secta a Colònia mateix.
La seva obra més coneguda és Contra Sermones Catharos, on sembla que va ser el primer a anomenar així als càtars.